# Casa Benet Badrinas
La Casa Benet Badrinas és un edifici del centre de Terrassa (Vallès Occidental), situat al passeig del Comte d'Ègara, protegit com a bé cultural d'interès local.

## Descripció

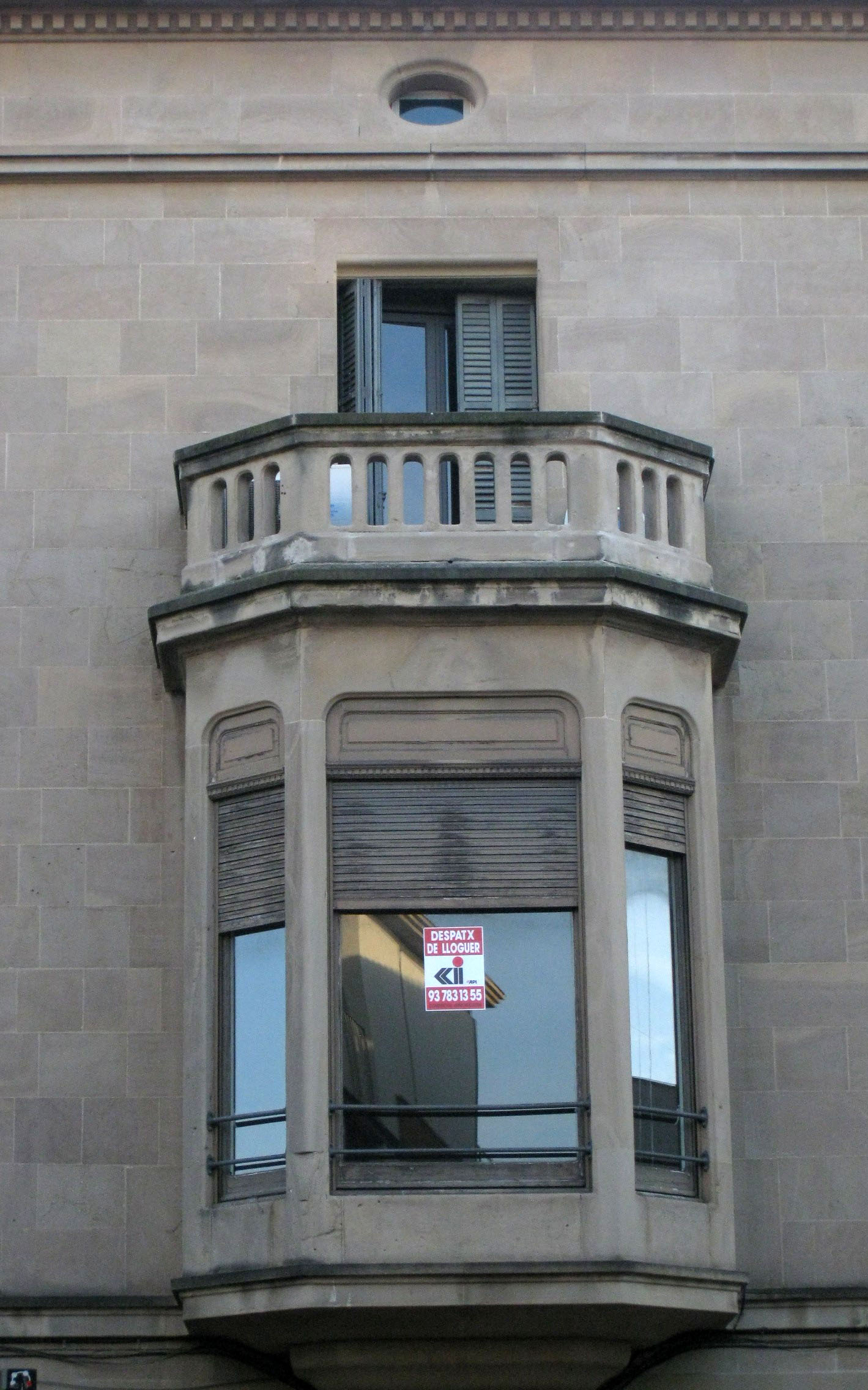
Detall de la tribuna

Es tracta d'un edifici entre mitgeres que consta de planta semisoterrani, planta baixa, dos pisos i golfes. La coberta és a quatre aigües, de ceràmica vidriada. Conté dos habitatges amb una sola unitat de composició. La façana és de pedra de fil, amb els elements disposats a partir del primer pis simètricament respecte a una tribuna central de voladís. Les finestres i els balcons tenen les reixes de ferro forjat; les obertures de la planta baixa i del primer pis presenten les llindes i els muntants amb els cantells arrodonits. El pis de les golfes està separat de la resta mitjançant una doble motllura; conté tres ulls de bou el·líptics i es remata amb una cornisa ornamentada amb dentellons i ràfec.

## Història
És una construcció de l'arquitecte modernista Lluís Muncunill, de 1916, que va concebre l'habitatge com una mansió caracteritzada per l'austeritat que l'autor utilitzava en la composició de les obres d'aquesta època. Els interiors, especialment la gran escala d'accés a la planta, tenen un gran interès.